# أندريه بيتشنيك
أندريه بيتشنيك (بالسلوفينية: Andrej Pečnik)‏ هو لاعب كرة قدم سلوفيني في مركز الدفاع، ولد في 27 سبتمبر 1981 في دراوغراد في سلوفينيا. شارك مع منتخب سلوفينيا لكرة القدم. أما مع النوادي، فقد لعب مع بوليتنيكا ياشي ونادي تساليه ونادي سلوفان براتيسلافا ونادي سيغما أولوموتس ونادي ماريبور.

## وصلات خارجية
- أندريه بيتشنيك على موقع قاعدة بيانات كرة القدم.إي يو (الإنجليزية)
- أندريه بيتشنيك على موقع ناشيونال فوتبول تيمز (الإنجليزية)
- أندريه بيتشنيك على موقع Soccerway.com (الإنجليزية)